# Pseudione brandaoi
Pseudione brandaoi är en kräftdjursart som beskrevs av Alessandro Brian och Dartevelle 1941. Pseudione brandaoi ingår i släktet Pseudione och familjen Bopyridae. Inga underarter finns listade i Catalogue of Life.